# Charles Foulkes (generale canadese)
Charles Foulkes (Stockton-on-Tees, 3 gennaio 1903 – Ottawa, 12 settembre 1969) è stato un generale canadese di origine britannica.
Durante la seconda guerra mondiale Foulkes ricoprì varie posizioni di alto comando di unità canadesi, guidando la 2nd Canadian Infantry Division durante la battaglia di Normandia e la battaglia della Schelda, nonché il I Canadian Corps nella campagna d'Italia e nelle operazioni finali del fronte occidentale nei Paesi Bassi. Subito dopo la guerra, nel 1945 Foulkes divenne capo di stato maggiore del Canadian Army nonché, dal 1951, il primo Capo di stato maggiore delle forze armate canadesi.

## Biografia
Nato a Stockton-on-Tees nell'Inghilterra nord-orientale, dopo alcuni anni di studio universitario a Londra si trasferì in Canada dove entrò come allievo ufficiale al Royal Military College of Canada nel settembre 1920, uscendone nell'ottobre 1923 con il grado di sottotenente del The Royal Canadian Regiment. Promosso tenente nel luglio 1926 e capitano nel novembre 1935, nel 1937 Foulkes frequentò la scuola per ufficiali di stato maggiore di Camberley in Inghilterra.
Quando il Canada entrò nella seconda guerra mondiale il 10 settembre 1939, Foulkes ricopriva il grado di maggiore ed era in forza alla 3rd Infantry Brigade della 1st Canadian Infantry Division. Dopo il trasferimento della divisione nel Regno Unito, all'inizio di settembre 1940 Foulkes fu promosso tenente colonnello e assegnato allo stato maggiore della 3rd Canadian Infantry Division, da poco costituita; dopo un breve periodo come ufficiale comandante del 1st Battalion The Regina Rifle Regiment tra il dicembre 1941 e il febbraio 1942, nell'agosto 1942 Foulkes fu promosso generale di brigata e fatto comandante della 3rd Infantry Brigade. Il generale Harry Crerar notò l'operato di Foulkes e ne apprezzò le conoscenze e l'abilità tattica, facendolo quindi assegnare nell'aprile 1943 allo stato maggiore della First Canadian Army. Dopo la promozione al grado di maggior generale l'11 gennaio 1944, Foulkes divenne quindi ufficiale comandante della 2nd Canadian Infantry Division.
La 2nd Division fu sbarcata in Francia all'inizio di luglio 1944, venendo subito impegnata nei pesanti scontri della battaglia di Normandia; dopo la rottura del fronte tedesco in Normandia, Foulkes guidò la divisione durante l'avanzata lungo la costa della Manica e in Belgio, prendendo poi parte alla battaglia della Schelda. Promosso tenente generale il 10 novembre 1944, Foulkes ottenne quindi il comando del I Canadian Corps, in quel momento impegnato lungo la Linea Gotica in Romagna nell'ambito delle operazioni della campagna d'Italia; la partecipazione del generale agli scontri sul suolo italiano fu tuttavia piuttosto breve, visto che il I Corps fu ritirato nelle retrovie nel febbraio 1945 e quindi inviato a riunirsi alla First Canadian Army sul fronte occidentale. In marzo le truppe di Foulkes furono quindi schierate nei Paesi Bassi meridionali, partecipando subito dopo alle operazioni finali contro la Germania nazista: tra il 12 e il 16 aprile 1945 il corpo liberò Arnhem dall'occupazione tedesca, per poi spingersi verso nord attraverso i Paesi Bassi settentrionali; il 5 maggio 1945 Foulkes presenziò a Wageningen alla resa generale delle forze tedesche nei Paesi Bassi.
Dopo la guerra Foulkes rimase in servizio nel Canadian Army, venendo nominato il 21 agosto 1945 Comandante dell'Esercito canadese. Promosso generale il 2 febbraio 1951, Foulkes divenne quindi il primo Capo di stato maggiore delle forze armate canadesi; un acceso sostenitore di una più stretta cooperazione militare tra Canada e Stati Uniti d'America, il 28 aprile 1960 Foulkes rassegnò le dimissioni e si ritirò dal servizio in polemica con le scelte anti-nucleariste del governo del primo ministro John Diefenbaker. Dopo il congedo, Foulkes insegnò studi strategici presso l'Università Carleton dal 1968 al 1969, fino alla sua morte a Ottawa il 12 settembre 1969.